# Natalka Snjadanko
Natalka Volodymyrivna Snjadanko (Oekraïens: Наталя Володимирівна Сняданко) (Lviv, 20 mei 1973) is een Oekraïens schrijfster en vertaalster. Ze studeerde aan de Nationale Ivan Franko-universiteit van Lviv. Na deze studie ging ze naar Feiburg im Breisgau om Slavische en Romaanse talen te studeren. Na deze studie ging ze voor de Oekraïense krant Postup werken, en schreef ze de roman Kolektsija prystrastej, dat ook in het Duits (Samlung der Leidenschaften), Pools en Russisch werd vertaald.
In 2007 ontving Snjadanko de Joseph Konrad-prijs.
- Gemeinsame Normdatei: 130342432
- International Standard Name Identifier: 0000 0000 7875 1235
- Library of Congress Control Number: nr2001043424
- Nationale Bibliotheek van Tsjechië: xx0088682
- Système universitaire de documentation: 137616732
- Virtual International Authority File: 84202885
- WorldCat: E39PBJbRdFjgcrM9TbhGQq7j4q